# Биатлон на зимних Олимпийских играх 2022 — эстафета (женщины)
Соревнования по биатлону в женской эстафете 4×6 км на зимних Олимпийских играх 2022 года прошли 16 февраля. Местом проведения соревнований стал Национальный центр биатлона расположенный в долине на северо-востоке от деревни Тайцзичэн, района городского подчинения Чунли города Чжанцзякоу провинции Хэбэй. Старт гонки состоялся в 15:45 по местному времени (UTC+8).
Женщины 9-й раз в истории разыграли медали в эстафете на Олимпийских играх. Дисциплина дебютировала на Играх 1992 года, тогда это была эстафета 3×7,5 км.
Женская сборная Швеции впервые в истории выиграла золото в эстафете на Олимпийских играх. Три из четырёх биатлонисток были в составе сборной Швеции на Играх 2018 года, когда шведки заняли второе место (вместо Анны Магнуссон бежала Эльвира Эберг). Ханна Эберг стала двукратной олимпийской чемпионкой, для остальных шведок это первое олимпийское золото в карьере. По ходу третьего этапа Светлана Миронова из команды ОКР лидировала с преимуществом около 30 секунд, но получила штрафной круг на стрельбе стоя и утратила лидерство. 
Неудача постигла сильную сборную Норвегии: два круга штрафа на стрельбе стоя получила Тириль Экхофф, в итоге норвежки стали четвёртыми. Также два круга штрафа отбросили сборную Франции на шестое место. Олимпийские чемпионки 2018 года из Беларуси, в составе которых не было завершившей карьеру Дарьи Домрачевой, выступили очень слабо — суммарно пять штрафных кругов и 13-е место с отставанием от чемпионок более пяти минут.

## Медалисты
| Золото                                                              | Серебро                                                                            | Бронза                                                                    |
| Швеция · Линн Перссон · Мона Брурссон · Ханна Эберг · Эльвира Эберг | ОКР · Ирина Казакевич · Кристина Резцова · Светлана Миронова · Ульяна Нигматуллина | Германия · Ванесса Фойгт · Ванесса Хинц · Франциска Пройс · Дениз Херрман |

## Результаты
| Место | Номер | Страна                                                                             | Время                                     | Штрафы (К+П)                         | Отставание |
| ----- | ----- | ---------------------------------------------------------------------------------- | ----------------------------------------- | ------------------------------------ | ---------- |
| 1     | 3     | Швеция · Линн Перссон · Мона Брурссон · Ханна Эберг · Эльвира Эберг                | 1:11:03.9 17:24.9 17:45.9 17:58.4 17:54.7 | 0+6 0+0 0+1 0+0 0+0 0+1 0+3 0+0 0+1  | —          |
| 2     | 2     | ОКР · Ирина Казакевич · Кристина Резцова · Светлана Миронова · Ульяна Нигматуллина | 1:11:15.9 17:41.3 17:02.5 18:38.9 17:53.2 | 1+7 0+1 0+1 0+1 0+0 0+0 1+3 0+0 0+1  | +12.0      |
| 3     | 5     | Германия · Ванесса Фойгт · Ванесса Хинц · Франциска Пройс · Дениз Херрманн         | 1:11:41.3 17:24.4 18:05.3 18:16.5 17:55.1 | 0+6 0+0 0+0 0+0 0+2 0+1 0+1          | +37.4      |
| 4     | 4     | Норвегия · Каролин Кноттен · Тириль Экхофф · Ида Лиен · Марте Олсбю-Ройселанн      | 1:11:54.6 17:38.0 18:59.2 17:47.5 17:29.9 | 2+8 0+0 0+0 0+2 2+3 0+0 0+1 0+1 0+1  | +50.7      |
| 5     | 7     | Италия · Лиза Виттоцци · Доротея Вирер · Самуэла Комола · Федерика Санфилиппо      | 1:12:37.0 17:25.9 17:28.6 18:22.1 19:20.4 | 0+5 0+1 0+1 0+0 0+0 0+0 0+1 0+0 0+2  | +1:33.1    |
| 6     | 1     | Франция · Анаис Бескон · Анаис Шевалье-Буше · Жюстин Брезаз-Буше · Жюли Симон      | 1:13:16.9 17:36.9 18:53.4 17:55.1 18:51.5 | 2+10 0+0 0+1 1+3 0+1 0+2 0+0 0+0 1+3 | +2:13.0    |
| 7     | 9     | Украина · Ирина Петренко · Юлия Джима · Анастасия Меркушина · Елена Билосюк        | 1:14:04.1 17:46.1 19:06.1 18:09.5 19:02.4 | 1+6 0+0 0+0 1+3 0+3 0+0 0+0          | +3:00.2    |
| 8     | 8     | Чехия · Ева Пускарчикова · Маркета Давидова · Джессика Йислова · Луция Харватова   | 1:14:06.0 18:20.2 17:40.7 18:49.8 19:15.3 | 1+8 0+0 0+2 0+0 0+1 0+1 0+1 0+0 1+3  | +3:02.1    |
| 9     | 14    | Австрия · Дуня Здоуц · Лиза Тереза Хаузер · Анна Юппе · Катарина Иннерхофер        | 1:15:07.6 18:13.0 18:12.3 19:51.3 18:51.0 | 3+7 0+0 0+0 0+1 0+0 2+3 0+0 0+0 1+3  | +4:03.7    |
| 10    | 16    | Канада · Эмма Лундер · Меган Бэнкс · Эмили Диксон · Сара Бодри                     | 1:15:34.3 17:45.8 18:29.7 19:39.3 19:39.5 | 0+8 0+1 0+1 0+0 0+3 0+1 0+2 0+0 0+0  | +4:30.4    |
| 11    | 10    | США · Сьюзен Данкли · Клэр Иган · Дидра Ирвин · Джоанн Рид                         | 1:15:51.3 18:44.8 19:04.1 19:17.1 18:45.3 | 2+9 0+0 0+0 0+2 1+3 0+0 1+3 0+0 0+1  | +4:47.4    |
| 12    | 18    | Китай · Тан Цзялинь · Чу Юаньмэн · Юйхуань Дин · Фаньци Мэн                        | 1:16:11.5 18:05.2 18:37.9 19:44.2         | 1+5 0+0 0+1 0+0 1+3 0+0 0+0          | +5:07.6    |
| 13    | 6     | Беларусь · Ирина Лещенко · Динара Алимбекова · Елена Кручинкина · Анна Сола        | 1:16:34.4 17:51.9 18:59.9 20:47.7 18:54.9 | 5+16 0+0 0+2 0+0 1+3 0+3 3+3 0+2 1+3 | +5:30.5    |
| 14    | 15    | Польша · Моника Хойниш-Старенга · Камила Жук · Кинга Збылут · Анна Мака            | 1:17:12.1 18:06.0 20:04.3 19:33.1 19:28.7 | 1+10 0+2 0+1 1+3 0+1 0+0 0+3 0+0 0+0 | +6:08.2    |
| ...   | ...   | ...                                                                                | ...                                       | ...                                  | ...        |